# نس سیتی (کانزاس)
نس سیتی (به انگلیسی: Ness City) شهری در ایالت کانزاس کشور ایالات متحده آمریکا است که جمعیت آن در سرشماری سال ۲۰۱۰ میلادی، ۱٬۴۴۹ نفر بوده‌است.